# Drassodella baviaans
Espèce
Drassodella baviaans est une espèce d'araignées aranéomorphes de la famille des Gallieniellidae.

## Distribution
Cette espèce est endémique du Cap-Oriental en Afrique du Sud,. Elle se rencontre dans la Baviaanskloof Mega Reserve.

## Description
Le mâle holotype mesure 4,60 mm, les mâles mesurent de 3,88 à 4,60 mm.

## Étymologie
Son nom d'espèce lui a été donné en référence au lieu de sa découverte, Baviaanskloof.

## Publication originale
- Mbo & Haddad, 2019 : A revision of the endemic South African long-jawed ground spider genus Drassodella Hewitt, 1916 (Araneae: Gallieniellidae). Zootaxa, no 4582(1), p. 1-62.